# Vincent Pilloni
Vincent Pilloni (* 1982) ist ein französischer Mathematiker, der sich mit arithmetischer algebraischer Geometrie und dem Langlands-Programm befasst.
Pilloni studierte an der École normale supérieure (Paris) und wurde 2009 an der Universität Paris XIII bei Jacques Tilouine promoviert (Arithmetique des varieties de Siegel).
Er befasst sich unter anderem mit der Frage, wie der Modularitätssatz für elliptische Kurven über den rationalen Zahlen (der zum Beweis der Fermat-Vermutung führte) auf abelsche Varietäten erweitert werden kann. Mit Fabrizio Andreatta und Adrian Iovita gelangen ihm Fortschritte bei der Vermutung von Langlands, Clozel und Fontaine-Mazur. Pilloni erweiterte die Theorie p-adischer Modulformen von Haruzo Hida.
Er ist Chargé de Recherche des CNRS an der École normale supérieure de Lyon (UMPA).
Er war eingeladener Sprecher auf dem Internationalen Mathematikerkongress in Rio de Janeiro 2018 (p-adic variation of automorphic sheaves, mit Adrian Iovita, Fabrizio Andreatta). 2018 erhielt er den Prix Élie Cartan, 2021 den Fermat-Preis.

## Schriften
- Sur la théorie de Hida, Bull. Soc. Math. France, Band 140, 2012, S. 335–400.
- Modularité, formes de Siegel et surfaces abéliennes, J. Reine Angew. Math., Band 666, 2012, S. 35–82.
- Prolongement analytique sur les variétés de Siegel, Duke Math. J., Band 157, 2011, S. 167–222.
- mit Stéphane Bijakowski, Benoit Stroh: Classicité des formes modulaires superconvergentes, Annals of Mathematics, Band 183, 2016, S. 975–1014
- mit Fabrizio Andreatta, Adrian Iovita: p-adic families of modular cusp forms, Annals of Mathematics, Band 181, 2015, S. 623–697
- mi Andreatta, Iovita: Le Halo Spectral, Ann. Sci. ENS
- mit Andreatta, Iovita:On overconvergent Hilbert modular cusp forms, Astérisque, Band 382, 2016, S. 163–193
- mit Benoit Stroh: Surconvergence, ramification et modularité, Astérisque, Band 382, 2016, S. 195–266. MR
- Formes modulaires p-adiques de Hilbert de poids 1,  Invent. Math., Band 208, 2017, S.  633–676.
- Higher coherent cohomology and p-adic modular forms of singular weight, 2017